# Daniel Godelli
Daniel Godelli, född den 10 januari 1992 i Elbasan i Albanien, är en albansk tyngdlyftare.
Vid junior-VM år 2011 vann Godelli guld i viktklassen under 69 kilo. Under samma år vann han brons vid EM i Kazan i samma viktklass. Även 2013 vann han EM-brons i 69-kilosklassen. Godelli tävlade under 2014 i 77-kilosklassen och vann en silvermedalj vid EM i Tel Aviv och guld vid VM i Almaty.